# جو جونز (ملحن)
جو جونز (بالإنجليزية: Joe Jones)‏ هو فنان صوت ‏ وملحن أمريكي، ولد في 1934، وتوفي في 1993.